# Йорген Серенсен
Йорген Лесклю Серенсен (дан. Jørgen Sørensen, 24 вересня 1922, Оденсе — 21 лютого 1999, Оденсе) — данський футболіст, що грав на позиції нападника, зокрема за італійські «Аталанту» і «Мілан», а також за національну збірну Данії.

## Клубна кар'єра
У дорослому футболі дебютував 1939 року виступами за команду «Оденсе» в аматорському на той час чемпіонати Данії.
З відновленням фтбольних змагань у повоєнній Данії було проведено реорганізацію футбольних ліг, через яку «Оденсе» опинився по суті у третьому дивізіоні. Крім того сам гравець перебрався до Копенгагена аби завершити освіту, тож сезон 1945/46 за погодженням з керівнцтвом «Оденсе» відіграв за столичний «Б 93». У складі цієї команди того року став переможцем національної першості, а крім того і її найкращим бомбардиром, відзначившись 16-ма голами.
1946 року повернувся до на той час друголігового «Оденсе» і у першому ж сезоні після повернення допоміг йому здобути право виступів у найвищій лізі. В сезоні 1948/49 знову забив 16 голів в іграх найвищого данського дивізіону, удруге ставши його найкращим бомбардиром.
У цьому статуст 1949 року отримав запрошення приєднатися до італійської «Аталанти», яка вже домовилася про перехід Карла Оге Гансена і за його рекомендацією вирішила підсилитися ще одним данцем. Відіграв за команду з Бергамо чотири сезони, відзначившись 50-ма голами у 134 іграх Серії А.
1953 року перейшов до «Мілана», де відіграв два сезони і здобув 1955 року титул чемпіоном Італії. У складі «россо-нері» не був головним бомбардиром, суттєво поступаючись за результативністю і статусом на полі шведу Гуннару Нордалю.
Повернувшись 1955 року у статусі чемпіона Італії, не зміг продовжити ігрову кар'єру через заборону з боку Данського футбольного союзу на участь у все ще аматорській першості країни гравців із досвідом виступів на професійному рівні. Через це керівництво рідного для гравця «Оденсе» запропонувало йому позицію головного тренера команди. Тренував «Оденсе» до 1958 року, коли футбольне керівництво країни дозволило колишнім професіоналам грата за данські клуби за умови дворічного «карантину». Тож Серенсен, чий досвід виступів в Італії закінчився трьома роками раніше, зміг поновити ігрову кар'єру. Грав за «Оденсе» до завершення виступів на полі у 1962 році.
1963 року знову нетривалий час тренував рідну команду, а протягом 1970-х входив до комітету, який займався відбором гравців до збірної Данії.

## Виступи за збірну
1946 року дебютував в офіційних матчах у складі національної збірної Данії.
Загалом протягом кар'єри в національній команді, яка тривала 4 роки, провів у її формі 14 матчів, забивши 8 голів. У складі збірної ставав бронзовим медалістом Олімпійських ігор 1948 року.

## Титули і досягнення

### Командні
- Чемпіон Данії (1):

«Б 93»: 1945-1946
- Чемпіон Італії (1):

«Мілан»: 1954-1955

### Особисті
- Найкращий бомбардир чемпіонату Данії (2):

1945-1946 (16 голів), 1948-1949 (16 голів)